# Carl Hoeft
Carl Henry Hoeft (Auckland, 13 novembre 1974) è un ex rugbista a 15 e allenatore di rugby a 15 neozelandese, pilone degli Highlanders in Super Rugby, 30 volte internazionale per gli All Blacks e, dal 2012, tecnico degli avanti di Waikato e degli Chiefs.

## Biografia
Hoeft esordì a livello provinciale nel Thames Valley nel 1993, compagine nella quale rimase tre stagioni prima di trasferirsi a Otago nel 1996, entrando anche a far parte della relativa franchise di Super 12 degli Highlanders, con i quali esordì nel 1997.
Del 1998 è il debutto negli All Blacks, ad Auckland contro l'Inghilterra; l'anno successivo fu nel Regno Unito con la sua squadra nazionale per la Coppa del Mondo di rugby 1999 organizzata dal Galles; fu presente anche alla Coppa del Mondo di rugby 2003 in Australia, nella squadra che si aggiudicò il terzo posto finale.
Nel 2005 si trasferì in Francia al Castres, in cui rimase sei stagioni prima di annunciare il suo ritiro nel 2011; rimandò l'addio al rugby di qualche mese, in quanto firmò un contratto a tempo, fino al 31 ottobre, per sostituire alcuni giocatori del Tolosa impegnati nella Coppa del Mondo di rugby 2011; terminato anche tale impegno, tornò in Nuova Zelanda per aprire un'impresa di installazioni idrauliche e, dal febbraio 2012, assumere la conduzione tecnica del pacchetto di mischia della squadra provinciale di Waikato nel National Provincial Championship nonché degli Chiefs, il franchise di Super Rugby che fa capo alla stessa provincia.